# Zustellungsbevollmächtigter
Ein Zustellungsbevollmächtigter ist eine zur Entgegennahme von Zustellungen besonders ermächtigte Person,
ein Empfangsbevollmächtigter ist eine zum Empfang besonders ermächtigte Person.

## Deutschland
Der Bevollmächtigte kann im Rechtsverkehr jede Person sein. Prozessordnungen schreiben ausdrücklich die Benennung eines Zustellungsbevollmächtigten vor, in der Praxis sind dies häufig Rechtsanwälte und Notare. Die Vollmachtserteilung stellt eine Willenserklärung dar. Sie muss grundsätzlich schriftlich erfolgen.
Im Zivilprozess kann das Gericht dies nach § 184 Abs. 1 Zivilprozessordnung gesondert anordnen.
Im Strafprozess muss beispielsweise ein mutmaßlicher Straftäter ohne festen Wohnsitz im Inland der Strafverfolgungsbehörde oder der Polizei eine Person mit Inlandswohnsitz als  Zustellungsbevollmächtigten benennen (§ 116a Abs. 3, § 127a Absatz 2, § 132 Abs. 1 Ziff. 2 Strafprozessordnung).
Ein Empfangsbevollmächtigter ist zu bestellen nach § 15 Verwaltungsverfahrensgesetz, § 79a LVwG SH und weiteren Landes-Verwaltungsgesetzen, § 46 Abs. 2 FZV und nach § 183 Abgabenordnung.